# Mario Raciti
Mario Raciti (Milano, 19 aprile 1934) è un pittore italiano.
È considerato uno dei maestri del Simbolismo Astratto della pittura del dopoguerra milanese, ha esposto alla Biennale di Venezia, in diverse Quadriennali di Roma, al PAC di Milano, al MART di Rovereto, alla Permanente di Milano ed in altre importanti sedi istituzionali in Italia e all’estero. È sposato con la pittrice Mariangela De Maria ha un figlio, vive e lavora a Milano.

## Biografia
Dopo gli studi in giurisprudenza e due anni di pratica legale, spinto da “una necessità potente”, decide di intraprendere la strada della pittura nonostante le profonde perplessità del padre. Sarà uno zio mercante di pittura figurativa a commissionargli i primi quadri ispirati a Filippo de Pisis e Angelo Del Bon. La lettura, la poesia, la scrittura che lui stesso pratica ma anche la musica classica (frequenta assiduamente il Teatro Alla Scala fin dai tempi di Maria Callas e Wilhelm Furtwängler) sono dei leitmotiv che guidano la formazione intellettuale dell’artista fin dall’adolescenza.
Comincia a farsi notare alle prime mostre già dal 1951.
Nei primi anni sessanta si interessa ai simbolisti astratti come Arshile Gorky e Osvaldo Licini, Alberto Giacometti e ai pittori che orbitano al Salone Annunciata. 
Nel 1966 anche il giovane Giorgio Marconi, amico di studi che inizia in quegli anni la sua avventura di mercante, lo presenta nella sua appena nata galleria “Studio Marconi” (oggi Studio Marconi ’64 - Fondazione Marconi), uno dei luoghi di riferimento dell’arte italiana in cui si svilupparono tra gli altri Enrico Baj, Lucio Del Pezzo, Emilio Tadini, Gianfranco Pardi, collaborazione in mostre collettive che continuerà anche nel 1976, nel 1988 e nel 2002.
Antonio Mazzotta, collezionista e ideatore dell’omonima Fondazione, rimane folgorato dalle opere di Raciti e stipula un contratto con l’artista. Successivamente altri noti collezionisti lo includeranno tra le loro raccolte come Gianfranco Ferrè e Carlo Jucker a Milano, come il Gruppo Euromobil- fratelli Lucchetta, come Domenico Talamoni e Giuseppe Merlini.
Nel 1964 la Galleria Il Canale di Venezia allestisce la sua prima personale, qui conosce Giuseppe Marchiori, scopritore di Osvaldo Licini e critico d’arte considerato con Lucio Fontana l’iniziatore del Movimento Spazialista nel 1946 e che fu a Venezia il fulcro aggregativo da cui poi si sviluppò il movimento con Giuseppe Capogrossi, Tancredi Parmeggiani, Virgilio Guidi, Gianni Dova, Emilio Vedova e altri.
A Milano Marco Valsecchi, storico critico d’arte si interessa fortemente al suo lavoro, come Roberto Sanesi e Alberico Sala. In quel periodo Mario Raciti frequenta i poeti e critici d’arte Renzo Modesti, Basilio Reale e Cesare Vivaldi.
Dal 1968 collabora con la Galleria Morone 6 di Enzo Spadon che organizza 8 personali dell’artista in tutta Italia.
In questi anni molto prolifici e di grande intensità collabora a Milano con importanti galleristi. Ricordiamo il Salone poi Centro d’Arte poi Spazio Annunciata, la Galleria Bergamini, la Galleria Solferino, la Galleria San Fedele, la Galleria San Carlo, la Galleria Falchi, l’Ars Gallery, la Galleria Manzoni, lo Spazio Elm a Roma la Galleria Contini, Editalia poi Edieuropa, lo Studio Reggiani e la Galleria Giulia, Il Bulino a Torino La Bussola, la galleria Weber e la Galleria Peola, a Genova la Galleria Rotta, la Galleria Rafanelli e la Galleria La Polena, a Favaro Veneto Le Gallerie Orler. 
Nel 2008 diventa membro dell’Accademia Nazionale di San Luca in Roma (attuale presidente Carlo Lorenzetti), che comprende tra i soci i nomi più importanti dell’arte contemporanea italiana.
Socio Artista della Società per le Belle Arti e Esposizione Permanente di Milano.
Espone in tutta Italia e all’estero in sedi istituzionali e private. In questo elenco non si nominano le gallerie all’estero (Francoforte, Graz, Huston, Parigi, Auvernier, Monaco di Baviera, Anversa…) e in altre città italiane.
Le sue opere sono conservate nelle collezioni permanenti del MART Museo di Rovereto (Donazione Damiano e depositi del Museo), al Museo della Permanente di Milano - Civiche Raccolte d’Arte di Milano, Museo d’Arte Contemporanea di Villa Croce di Genova, Galleria d’Arte Moderna di Modena, CSAC di Parma, al Museo di Conegliano, al Museo Civico di Maccagno, al Museo Civico di Vicenza (Donazione Ghiotto), al Museo del Novecento di Milano (Donazione Jucker), alla Fondazione Banca Intesa Sanpaolo - Gallerie d’Italia di Milano, al MAGA di Gallarate, alla Galleria d’Arte Moderna di Arezzo, al MAMBO Museo di Arte Contemporanea di Bologna. Ha esposto in circa 120 personali in sedi istituzionali e accademiche e private.

## Cicli pittorici 1951-2017
Dagli anni cinquanta alla fine dei Sessanta. La pittura di Raciti si esprime attraverso un mondo favolistico composto di oggetti, di cose provenienti da “fuori” (e dunque da dentro, da una visione “immanente” che noi abbiamo della realtà) ecco dunque antenne, fari, sonde, giostre, circuiti, teleferiche, tunnel.
Dal 1967 al 1970 “Spiritelli”. Questa fase nasce dalla necessità di fuggire da un momento storico e culturale che Raciti sente profondamente e dolorosamente lontano dalle sue aspirazioni e dal suo sentire. Crea dunque un nuovo universo fatto di figure fantastiche e di giochi con figure para-umane, dispettose, “cattivelle”, un mondo che si ribella alle rigide regole di quegli anni, costituito da categorie, da norme inderogabili, da chiusure nettissime nei confronti dei non allineati, lo fa in favore di “uno spazio di libertà dove sia possibile accoppiare un carciofo con la luna”
Dal 1970 al 1982 “Presenze-Assenze”. Raciti sviluppa più compiutamente una pittura costituita da antinomie e contrasti, tra conscio e inconscio, tra interno ed esterno di noi stessi, al di qua e al di là del quadro, tra significato e significante. Una pittura di eventi che portano alle angosce dell’inesplorato, dell’Oltre, dell’Imprendibile. Finisce il “gioco” e si apre un viaggio attraverso dimensioni sconosciute, in cui chiari e scuri si delineano con più nettezza per sottolineare i contrasti tematici.
Dal 1982 al 1989 “Mitologia”. La complessità spaziale aumenta, Raciti si misura con l’evocazione frammentata e allusiva del Mito, rivisitando i racconti e i sogni ancestrali dell’uomo. Icaro, Prometeo, Giove, …sono usati per raccontare altro, per andare ad esplorare oltre le immagini. Inoltre è presente l’aspetto dell’Eros come congiunzione impossibile tra due esseri, come immagine della inappagabilità.
Dal 1990 al 2006 “Misteri”. La visione della Teca di San Zeno a Verona illuminata nel buio durante una visita a porte chiuse lo colpisce fortemente. L’esplorazione dell’artista diventa più “sotterranea” come se gli elementi non si muovessero più “sopra la tela” ma emergessero “dalla tela”, sussiste una logica di “affioramento” degli eventi attraverso la tecnica delle sovrapposizioni, la stesura di “faglie” che rendono il senso di “permeabilità” della composizione.
Dal 2007 al 2012 “WHY. I Fiori del profondo”. I Fiori del profondo sono una rivisitazione metaforica del mito di Persefone che portando i fiori sulla Terra torna a comunicare con la madre Demetra ma solo in primavera.
La domanda “Why?” allude all’interrogativo “perché mi hai abbandonato?” che si pone Cristo in croce. Dunque un momento di indagine del Sacro non religiosa ma religante che non ha nulla di confessionale ma è un’immagine trasposta nel campo visionario della metafora che permette all’artista di interrogarsi sulla sofferenza fisica del corpo nella trascendenza della realtà, che rimane misteriosa, dolorosa, da svelare. Dunque il Dubbio come elemento cardine dell’indagine umana.  Dipinti in cui gli spazi bianchi sono piuttosto estesi in un respiro compositivo generale frammentato e con colori vibratili e trasparenti.
2015 “ Natura Oltre.Visioni sul Paesaggio dell’Alto Garda”. Ciclo di sessanta tecniche miste su carta eseguite per il MAG-Museo di Riva del Garda nate in seguito alla esplorazione del territorio dell’Alto Garda nel novembre 2014. Anche qui il concetto guida dell’Oltre, in questo caso “oltrepassare” l’immagine del paesaggio naturale per sconfinare nell’immaginazione suggerita dai sentimenti di smarrimento e stupore.
Dal 2012 al 2016 “ Una o due figure”. Il ciclo pittorico più recente di Raciti è un viaggio funambolico attraverso le figure della memoria e del desiderio. Una specie di sintesi costruita da anagrammi (concettuali) che esprime visioni corporee. L’osservatore viene coinvolto in complessi percorsi in cui l’artista stesso come uomo si frammenta attraverso le immagini della sua mente. Un ciclo che più di altri pone Raciti di fronte a sé stesso, a tutto quello che ha creato in cinquant’anni di pittura e che ha provato in ottant’anni di vita. Forse il ciclo più “autobiografico” in cui si legge il suo sentire più intimo.<ref>A. Barranco di Valdivieso, Il Senso dell'Oltre, L'Incontro, 2017.</ref>
Raciti: < Tutto è relativo, tutto è vago, tutto va sfumando (…) E noi non ci guardiamo dentro… ma ci dobbiamo guardare un attimo dentro! Non siamo quello che appariamo, non siamo quello che vogliamo essere, siamo delle altre cose…Delle altre cose che nei miei quadri magari appaiono sotto la forma di una o due figure. Perché quell’una figura è doppia, col suo fantasma… Perché quell’una o due figure viste come due figure sono un amplesso, viste come una figura sono una scissione… e via di questo passo… Per cui ci siamo e non ci siamo, appaiamo e vogliamo essere quella definizione lì e non la vogliamo essere.E in questo sta per me la mia Verità. La Verità del Dubbio. >

## Tecniche di lavoro
Raciti utilizza diversi mezzi pittorici; l’olio su tela soprattutto nei primi tempi poi la tecnica mista, le tempere, il carboncino, le matite colorate, le tempere su carta che ama particolarmente poiché gli permettono velature ed effetti più fluidi e che diventa dalla fine Novanta un supporto fondamentale per la sua pittura. Anche i gessetti, dal 1998 lo avvicinano ad un nuovo modo di colorare le sue opere con effetti di riflessi luminosi e di tessiture evidenti. A volte usa fisicamente le mani negli interventi a gessetti e carboncino.